# Karpooram

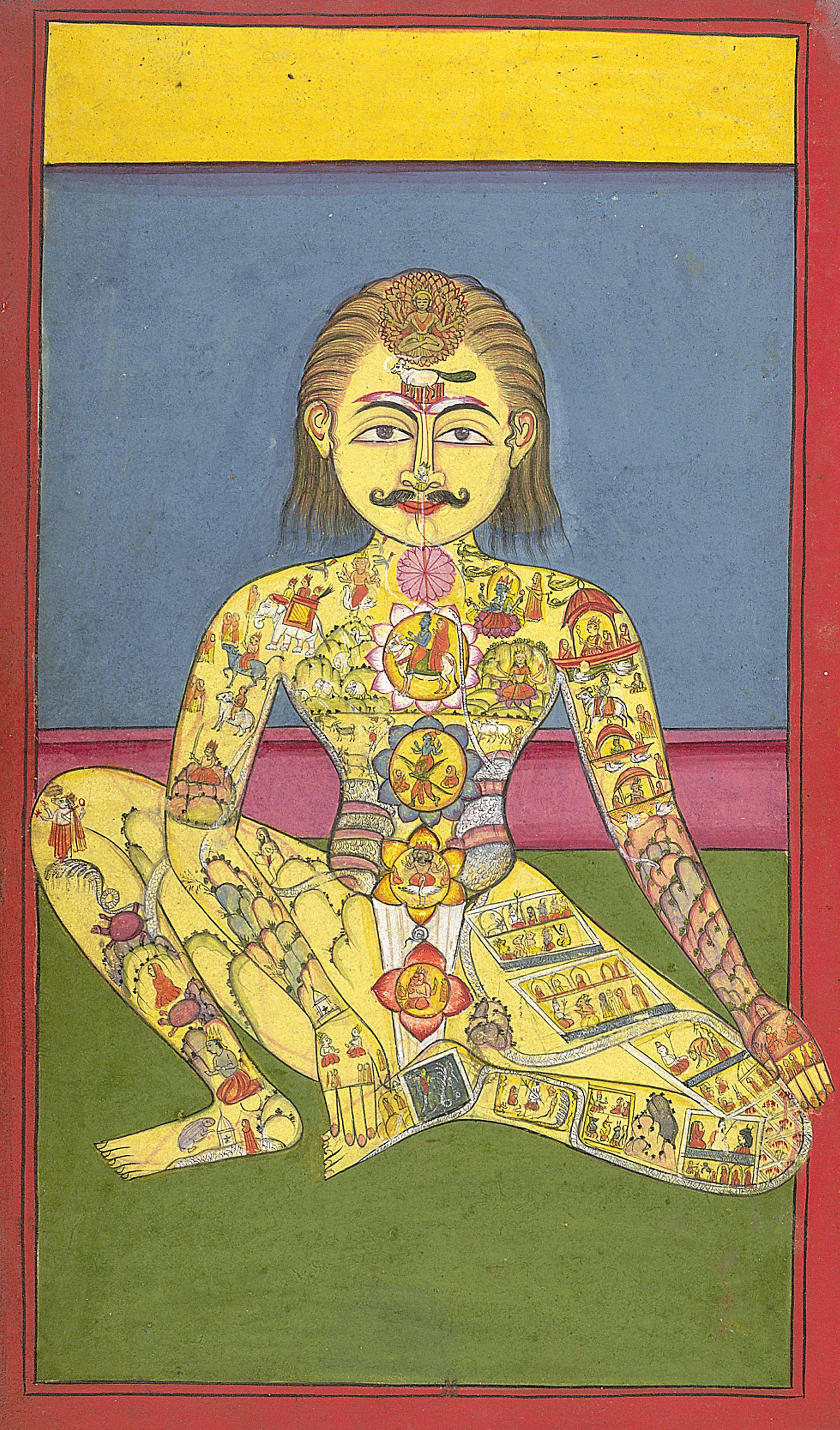
oude Tibetaanse kaart met de 7 Chakra's en de belangrijkste marmapunten

Karpooram (Karpooram-punt) is een marmapunt gelegen op de armen. Marmapunten worden in Oosterse filosofieën gebruikt bij massage, yoga, reflexologie en reiki. Men gelooft dat een marmapunt op een nadi ligt en zo een uitwerking kan hebben op een bepaald lichaamsdeel, proces of emotie
| Karpooram |                                                          |
| --------- | -------------------------------------------------------- |
| Positie   | Karpooram is gelegen in de binnenplooi van de elleboog   |
| Functie   | dit punt heeft invloed op vitaliteit en seksuele energie |

## Overige marmapunten
Naar schatting zijn er 62.000 marmapunten in het lichaam. De belangrijkste 52 zijn: